# Лідо (кабаре)

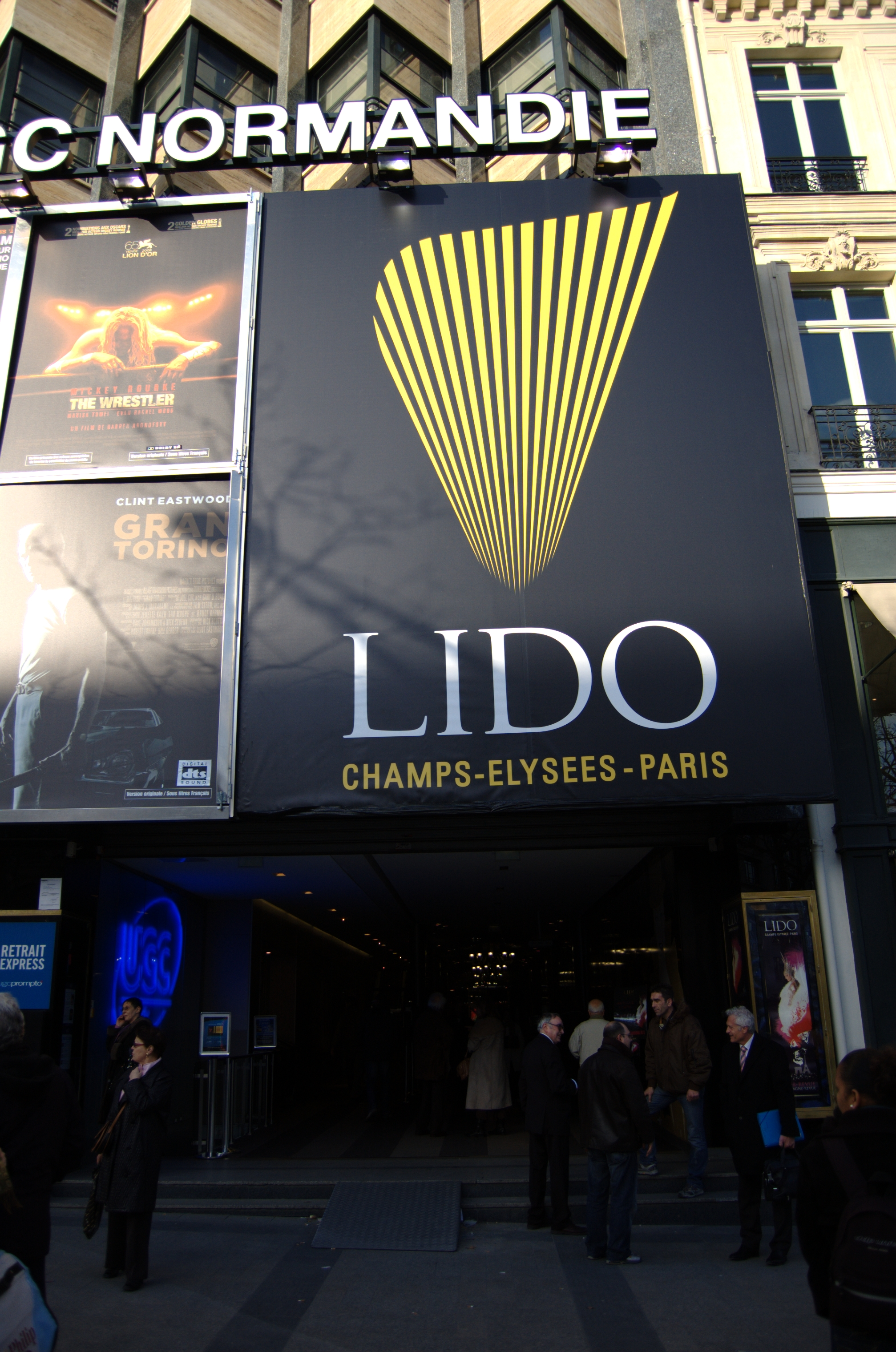
Вхід у кабаре «Лідо»

«Лідо» (фр. Lido) — кабаре на Єлісейських Полях у Парижі. За популярністю посідає друге місце після «Moulin Rouge».
Сучасне «Лідо» існує з 1946 року. Зараз там працює 70 артистів, у тому числі знамениті Bluebell Girls і Lido boys. Вистави демонструють на ковзанці зі справжньою кригою. В арсеналі кабаре 23 декорації та 600 костюмів.

## Історія
Назва «Лідо» вперше прозвучала у Парижі у 1928 році. Саме тоді Едуард Шо відкрив за адресою Єлісейські Поля, 78 оригінальний заклад, де казино поєднувалось з невеликим басейном і водолікарнею. У 1933 році кабаре перестало існувати. Через три роки Леон Волтерра, який володів кількома театрами і знаменитим іподромом, взяв «Лідо» у свої руки. Він зробив з нього театр, який став популярним завдяки великій кількості колон, що підтримували будівлю. Але у 1939 році кабаре знову занепало.
У 1946 році брати Жозеф та Луї Клеріко купили у Леона Волтерри «Лідо». Захоплені новими ідеями, вони запросили для співпраці П'єра-Луї Герена – постановника вистав та імпресаріо. Герен був готовий вкласти інвестиції у проект. У нього вже було успішне кабаре «Le Club», де виступали знаменитості – Бурвіль та Ліна Рено. Завдяки тандему Клеріко – Герен «Лідо» набуло популярності. Декор був навіяний атмосферою Венеції та її знаменитих пляжів. Нові власники зробили заклад, аналогів якому не було більше ніде. Тут ввели формулу шоу та вечеря, яку потім стали використовувати у всьому світі. Урочисто відкрили «Лідо» 20 червня 1946 року виставою під назвою «Без всякого сенсу». З цього часу тут проходять відомі вистави та бувають популярні знаменитості. Тут вперше в історії Франції відбувся виступ коміків – Лорел і Харді.
У 1947 році П'єр-Луї Герен запросив на посаду директора з художньої частини Рене Фрадея. У пошуках неймовірних ідей та атракціонів Рене об'їхав весь світ. За роки праці у кабаре Фрадей винайшов крижану доріжку, басейн та спецефекти з водою.
Також революційною особистістю в історії «Лідо» вважають Маргарет Келлі – міс Блюбель або Дзвіночок. У 22 роки вона створила свою власну компанію Bluebell Girls. З 1948 і майже 40 років Маргарет разом з трупою танцівниць підкорювали сцену кабаре. Їх шоу дуже відрізнялось від інших: костюми та високі підбори поєднувались з музикою, світлом і стрімким ритмом. Згодом Bluebell Girls стали найпрестижнішим колективом у світі. У 1970 міс Блюбель ввела «топлес». Навіть покинувши паризьке кабаре, вона продовжувала свою глобальну діяльність. «Лідо» купив бренд Bluebell Girls. Ця трупа досі танцює у кабаре.
У 1958 році ревю «Лідо» було поставлено у Лас-Вегасі. Спочатку був підписаний контракт на 6 місяців, але його продовжили на 32 роки.
У 1977 році заклад перенесли з Єлісейських Полів у будівлю Нормандія. На шести поверхах створили панорамну залу на 1150 глядацьких місць, великий підйомник, який опускає амфітеатр, де під час вечері знаходиться 300 гостей, завезли сучасне технічне обладнання. Керувати кабаре з цього року став Крістіан, син Жозефа Клеріко. Через 22 роки до нього приєднався Ерік, син Луї. Потім їх змінили інші члени сім'ї Клеріко, Кар і Франк. З лютого 2006 року основним акціонером «Лідо» стала компанія «Содексо груп». Вона володіє контрольним пакетом акцій.

## Вистави
З 1946 створено близько 30 вистав. Серед них: «Зроблено у Парижі», «Рандеву», «Бажання», «Престиж», «Для Вас», «Гран-прі» тощо. Найкраща вистава відбувається напередодні Нового року. Її грають лише для дітей. З 1996 року у «Лідо» проводять дитячі свята. Щороку близько 30 тисяч дітей приходять у кабаре.
8 грудня 2003 року в кабаре відбулась прем’єра ревю «Щастя». Директор з художньої частини П'єр Рамбер створив ідею чотирьох сцен. Також обігрувались чотири теми: жінка, Париж, Індія, кіно. Для «Щастя» побудували 23 декорації та індійський храм заввишки 5 метрів, завезли 80 тисяч літрів води для басейну і фонтанів, пошили 600 костюмів та 500 пар взуття. Ревю мало шалений успіх серед глядачів.
У «Лідо» робили свої перші кроки Едіт Піаф, Моріс Шевальє, Марлен Дітріх, Жозефіна Бейкер, Даліда, Ширлі Маклейн. Кабаре було майданчиком для показу мод, сценою для благодійних концертів, місцем виступів відомих виконавців – Френка Сінатри та Елтона Джона. У 1988 році футбольна команда Франції обрала кабаре, щоб відсвяткувати перемогу на Чемпіонаті світу.

## Декорації
Кабаре в американському стилі стало відмінною рисою «Лідо». У шоу танцюють 42 дівчини та 16 хлопців. На одяг витрачають шалені гроші: 24 костюмери створюють від 20 до 30 костюмів для однієї вистави. Дівчат частіш за все одягають у пір'я та блискітки. У виставах з піснями і канканом танцівниці і зараз беруть участь топлес. Особливо зачаровує глядачів хореографія та спецефекти.
Особливе місце завжди приділяється тваринам. На сцену з танцівниками виходили птиці, шимпанзе, лами, верблюди, пантери і ведмеді, коні та собаки.
Велика увага у кабаре приділяється кухні. Вечір завжди починається з пляшки шампанського. Корок, що вилітає, – символ початку шоу. Щовечора в «Лідо» відкорковують 800 пляшок. Кухня кабаре володіє блискучою репутацією. У 2003 році тут проводились збори шеф-кухарів глав держав. Тоді в «Лідо» пообідали Жак Ширак, Джордж Буш, Тоні Блер і Володимир Путін.

## «Лідо» у сучасності
Зараз в «Лідо» так само пропонують вечерю плюс шоу. Вечірні програми «Насолода», «Блиск», «Щастя», «Преміум» різняться ціною і пропонованим меню. Також о 21.30 та 23.30 шоу можна переглянути без вечері. Вистава включає балет на льоду, атракціони у воді, живу відеогру. Шоу-ревю містить вставні номери, циркові трюки, майданчик зі штучною кригою, який змінює фонтан, водоспади та ходу зі смолоскипами. Зала розрахована на 1500 осіб.
Зараз програма готується в основному для іноземних гостей, тому тут демонструють танці різних народів світу. Щороку шоу дивляться близько 500 тисяч глядачів. 55% - французи, 20% - жителі Європи, 10% - американці та 10% - мешканці Азії.
У березні 2011 року «Лідо» вперше відвідало Москву, гастролюючи тут три дні. Ці вистави стали дуже масштабними серед тих, що кабаре влаштовувало за межами Єлісейських Полів.